# DN Galan 2010
Bauhaus-Galan 2010 byl lehkoatletický mítink, který se konal 6. srpna 2010 ve švédském městě Stockholm. Byl součástí série mítinků Diamantová liga. 

## Výsledky
- Archiv výsledků zde [1]

### Muži
| Disciplína     | 1. místo                   | 2. místo                    | 3. místo                  |
| 100 m          | Tyson Gay 9,84             | Usain Bolt 9,97             | Richard Thompson 10,10    |
| 800 m          | Marcin Lewandowski 1:45,06 | Michael Rimmer 1:45,11      | Jackson Kivuna 1:45,28    |
| 5000 m         | Kosgei Kiptoo 12:53,46     | Dejen Gebremeskel 12:53,56  | Imane Merga 12:53,58      |
| 400 m překážek | Bershawn Jackson 47,65     | Javier Culson 48,50         | Angelo Taylor 49,57       |
| Trojskok       | Teddy Tamgho 17,36 m       | Christian Olsson 17,32 m    | Alexis Copello 17,22 m    |
| Vrh koulí      | Christian Cantwell 22,09 m | Tomasz Majewski 21,01 m     | Cory Martin 20,73 m       |
| Hod oštěpem    | Tero Pitkämäki 84,41 m     | Andreas Thorkildsen 83,63 m | Matthias de Zordo 82,05 m |

### Ženy
| Disciplína      | 1. místo                    | 2. místo                            | 3. místo                   |
| 200 m           | Allyson Felixová 22,41      | Shalonda Solomon 22,51              | Bianca Knight 22,59        |
| 400 m           | Taťjana Firovová 50,46      | Debbie Dunnová 50,59                | Francena McCororyová 50,66 |
| 1500 m          | Nancy Langat 4:00,70        | Anna Alminovová 4:01,53             | Mimi Belete 4:01,64        |
| 100 m překážek  | Sally Pearsonová 12,57      | Priscilla Lopesová-Schliepová 12,59 | Lolo Jonesová 12,70        |
| 3000 m překážek | Julija Zarudnievová 9:17,59 | Milcah Chemos Cheywaová 9:19,32     | Lydia Roitch 9:21,25       |
| Skok do výšky   | Blanka Vlašičová 202 cm     | Chaunté Howardová 200 cm            | Emma Greenová 194 cm       |
| Skok o tyči     | Světlana Feofanovová 471 cm | Silke Spiegelburgová 461 cm         | Fabiana Murerová 451 cm    |
| Skok daleký     | Darja Klišinová 678 cm      | Brittney Reeseová 675 cm            | Naide Gomesová 672 cm      |